# Anne-Marie Beretta
Anne-Marie Beretta (Béziers, 24 settembre 1937) è una stilista francese.

## Biografia
La stilista Anne Marie Beretta, di origine italiana, nacque nel 1937 a Béziers in Francia, e si trasferì a Parigi nel 1957 all'età di venti anni, incoraggiata da Roger Bauer ad intraprendere una carriera nel campo della moda.
Negli anni cinquanta Anne lavorò per Antonio Castillo, disegnando costumi per il teatro nel tempo perso. Lavorò anche per Jacques Esterel per un certo periodo, fino al 1965, quando collaborò con Pierre d'Alby per il lancio di una collezione moda, che ottenne riscontri positivi. In seguito la stilista disegnò i propri abiti per Georges Edelman, Ramosport (con cui negli anni ottanta, rivoluziona il concetto dell'impermeabilità degli indumenti) e per Bercher.
Nel 1974, dopo quasi venti anni di "pratica", Anne-Marie Beretta fondò il proprio marchio di prêt-à-porter. Il suo stile di disegno, serio e oscuro, derivava dalla sua visione degli abiti come "sculture mobili". La Beretta dedicò la propria creatività anche alla realizzazione di indumenti da sci, e disegnò anche una collezione di eleganti abiti su misura per Max Mara e per Marina Rinaldi. Segno distintivo delle creazioni Beretta erano le linee asimmetriche ed il giocare con le proporzioni: si passava da cappotti con colletti ampissimi a pantaloni che terminavano a metà polpaccio.
Nel 1986 Anne-Marie Beretta è stata insignita del prestigioso titolo onorifico di Chevalier des Arts et des Lettres dal governo francese.